# Rue Jean-Jacques-Rousseau (Reims)
Pour les articles homonymes, voir Rue Jean-Jacques-Rousseau.
La rue Jean-Jacques-Rousseau est une voie de la commune de Reims, située au sein du département de la Marne, en région Grand Est.

## Situation et accès
Elle relie les places du centre ville, celle de la Mairie et celle de Aristide Briand.

## Origine du nom
Elle porte le nom de l'écrivain, philosophe et musicien Jean-Jacques Rousseau.

## Historique
La « rue Jean-Jacques-Rousseau » emprunte une partie du tracé de l'ancienne « rue de l'Échauderie ». Elle prend sa dénomination actuelle en 1924.

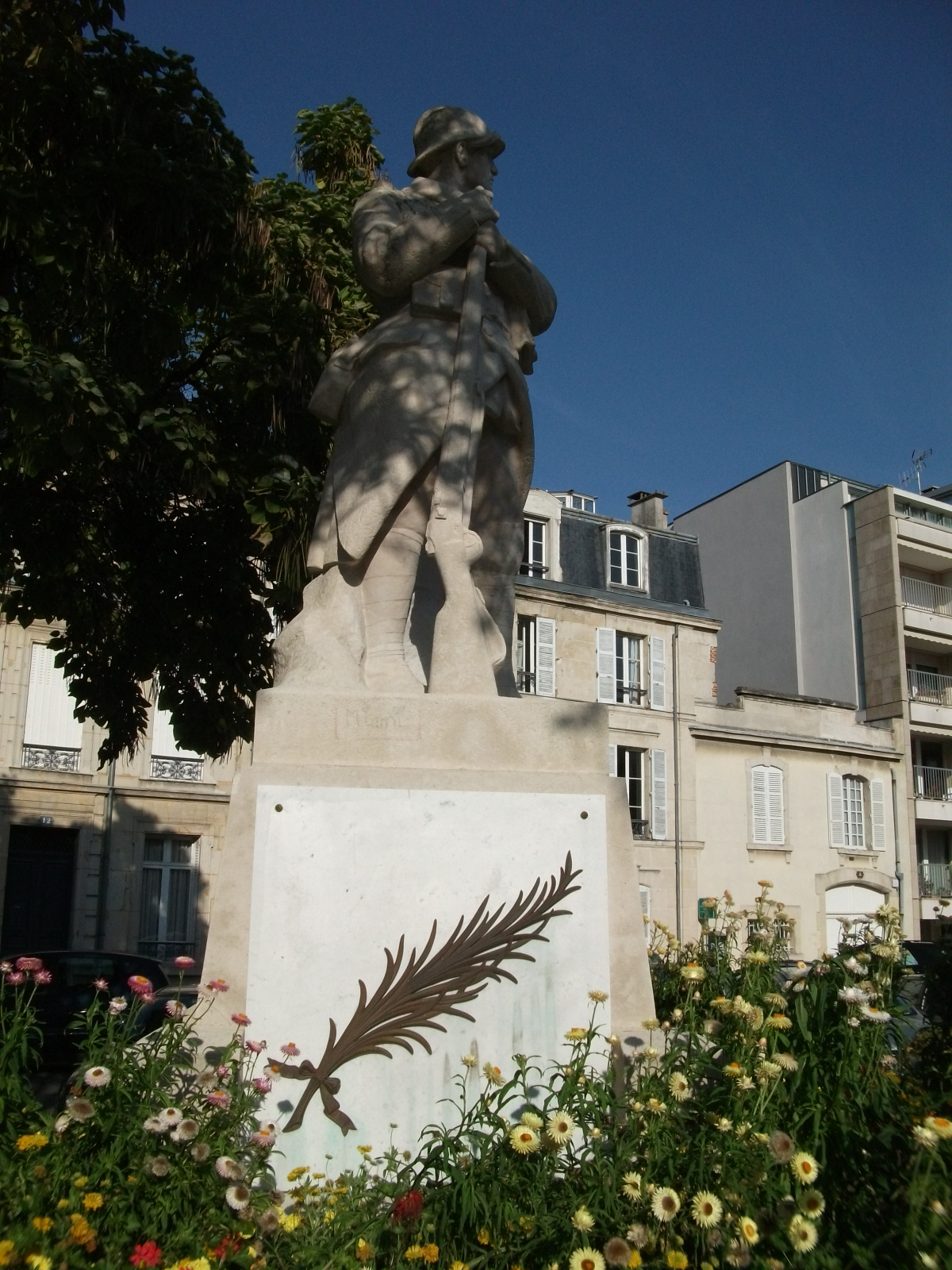
Elle passe devant la statue du 132e RI.
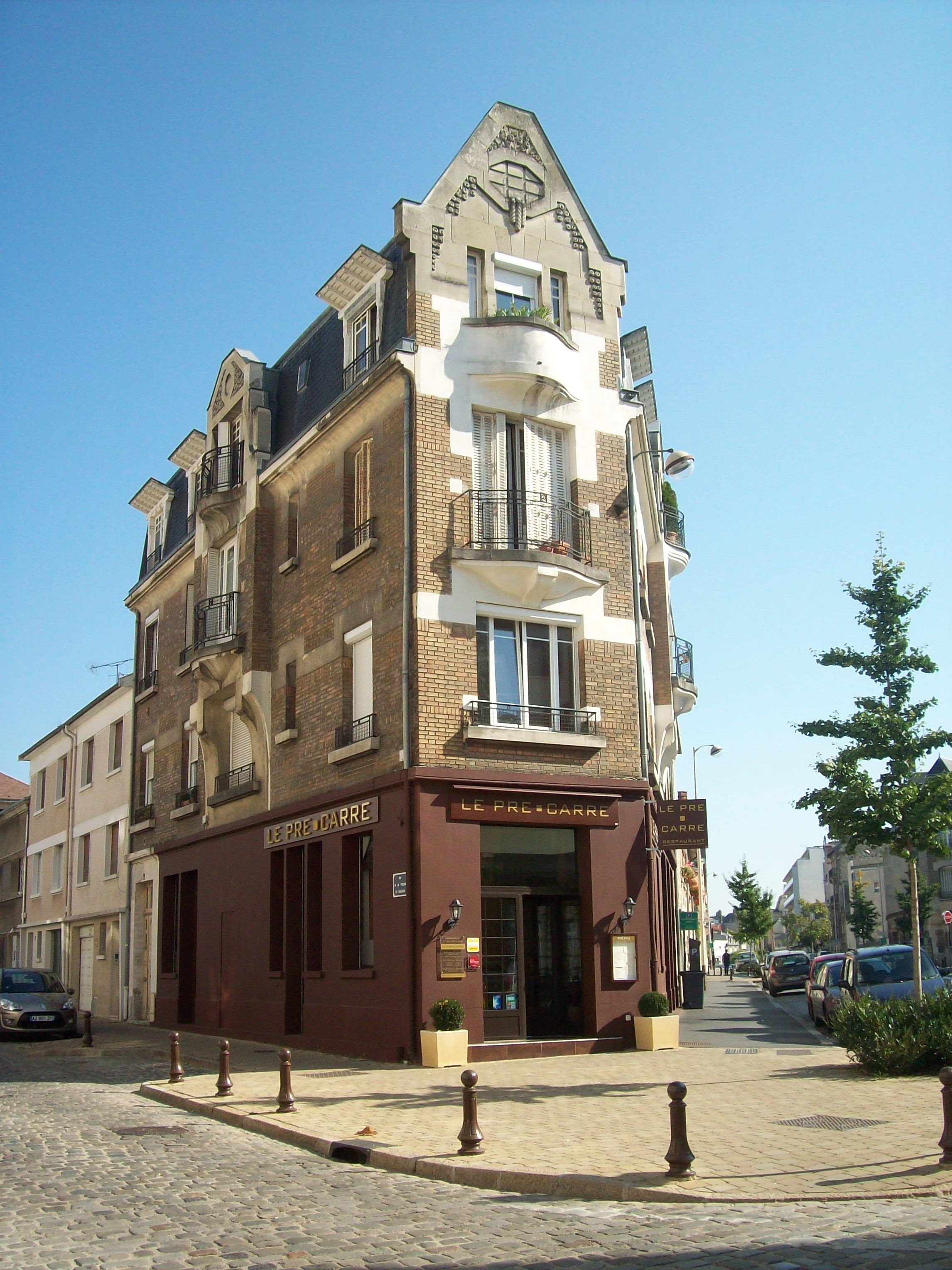
1, immeuble de 1923 par P. Bourdeix.